# 信息日报
信息日报，是中華人民共和国江西省的一份报纸，隶属于江西日报报业集团，创办于1984年10月1日，是中国第一张以深度经济信息、百姓生活资讯为主的综合信息类日报。
该报创刊初期为每日出版。2017年，该报与中国江西网实现整合运营。2018年起，该报由每日出版改为每周四出版，零售价调整为每份人民币5元。但此后该报又改为周一至周五出版，零售价再度调整为每份人民币2元。